# 海因茨·海德里希

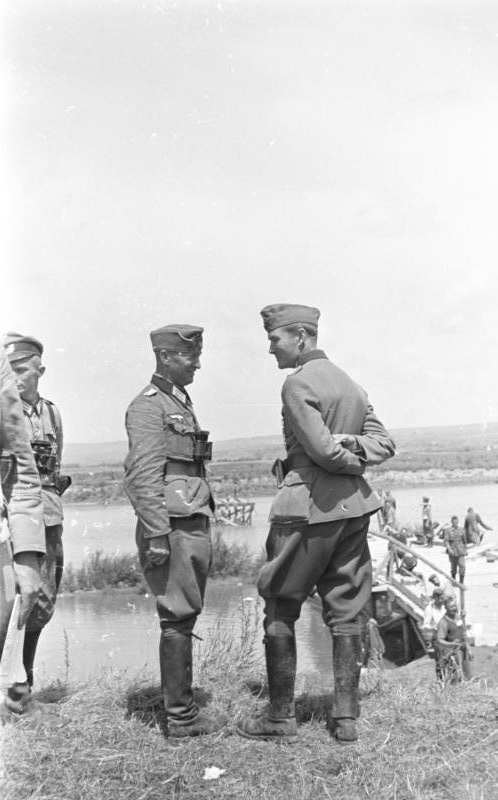
海因茨·海德里希（右一）

海因茨·齐格弗里德·海德里希（Heinz Siegfried Heydrich，1905年9月29日－1944年11月19日）是親衛隊上級集團領袖萊因哈德·海德里希的弟弟，海因茨·海德里希曾帮助犹太人躲避大屠杀。 

## 青年時期
海因茨·齐格弗里德·海德里希的父親是理查德·布魯諾·海德里希，海因茨·齐格弗里德·海德里希的外公欧根·克兰茨曾是一名校长。
理查德·布魯諾·海德里希是个日耳曼民族主义者，经常对三个孩子进行爱国主义教育。海德里希家教育方式严格，孩子们经常受罚。

## 党卫队生涯
海德里希在党卫队中的衔级是親衛隊上級突擊隊領袖，职业是记者。他曾是希特勒的狂热信徒。在哥哥的国葬（1942年6月）之前，海因茨得到了一大包來自兄长的文件。接着，他把自己关在屋里阅读文件，次日早上，他妻子注意到丈夫一夜未睡，还烧掉了那一大包文件。他妻子回忆，丈夫当时已从前线回家休假，却不和人交谈；他似乎心不在焉，像块石头。那包文件可能就是莱因哈德·海德里希的个人文件，海因茨从中首次知晓了最终解决方案。此后，海因茨在《铁拳》报社印刷假身份证件，帮助很多犹太人逃生。

## 自杀
1944年11月，納粹當局的檢察官调查了《铁拳》报社的编辑人员，海德里希以为自己的秘密行动被发现了，于是开枪自杀。但事实上，那位检察官完全不知道伪造文件的事，只是想弄清纸张资源短缺的原因。但他的侄子海德（Heider）则称，叔父是因为针对自己盗窃与贪腐行为的军法审判悬而未决才自杀的。